# Sujo
Sujo é um filme de drama policial de 2024 escrito e dirigido por Astrid Rondero e Fernanda Valadez e estrelado por Juan Jesús Varela. Estreou no Festival de Cinema de Sundance de 2024, onde ganhou o Grande Prêmio do Júri de Cinema Dramático Mundial. É uma coprodução entre México, Estados Unidos e França.

## Enredo
Josué, um sicario do cartel, é assassinado, deixando seu filho de 4 anos, Sujo, para trás. As tias de Sujo, Nemesia e Rosalía, o levam para ser criado em uma cabana remota na montanha. Sujo passa sua infância isolado, apenas com suas tias e os filhos de Rosalía, Jai e Jeremy.
Conforme os meninos crescem, Sujo e seus colegas se rebelam e se envolvem com a violência das drogas ao redor deles. Durante uma guerra territorial, Jeremy é morto, e a tia de Sujo, Nemesia, o manda para viver na Cidade do México .

## Elenco
- Juan Jesús Varela como Sujo
  - Kevin Aguilar como Sujo (criança)
- Sandra Lorenzano como Susana
- Karla Garrido como Rosalía
- Yadira Pérez como Nemesia
- Alexís Varela como Jai

## Lançamento
O filme estreou no Festival de Cinema de Sundance de 2024 em 19 de janeiro de 2024. Sua temporada no festival também inclui exibições no 72º Festival Internacional de Cinema de San Sebastián (vertente 'Horizontes Latinos') e no Festival de Cinema de Londres BFI de 2024.
A Damned Distribution definiu uma data de lançamento nos cinemas na França para 21 de agosto de 2024. A Forge adquiriu a distribuição na América do Norte e definiu uma data de lançamento nos cinemas para 29 de novembro de 2024 no Canadá e nos Estados Unidos. Foi lançado em 5 de dezembro de 2024, no México. A Beam Films adquiriu filmes de distribuição no Reino Unido.